# Sakari Pälsi

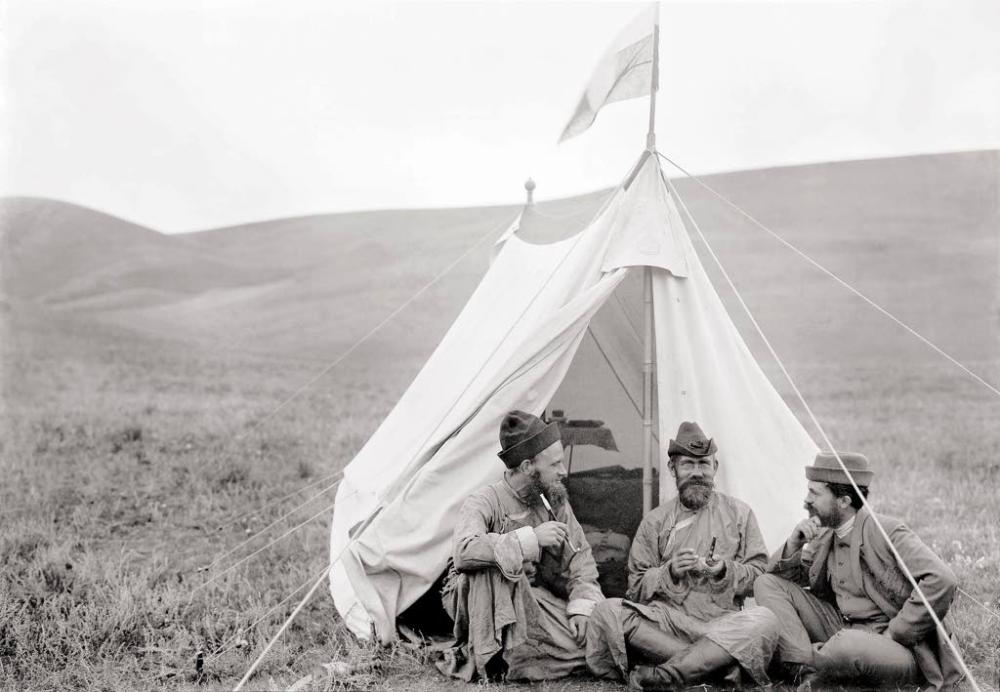
Sakari Pälsi, G. J. Ramstedt and J. G. Granö at Mongolians Khangai Mountains.

Sakari Lemmitty Pälsi, född den 9 juli 1882 i Loppis, död den 22 april 1965 i Helsingfors, var en finsk författare, etnolog och arkeolog. 
Tjänsteman vid Nationalmuseet 1909–46, och föreståndare för Arkeologiska kommissionen 1938–46, professor 1962. Han företog studieresor till Mongoliet, nordöstra Sibirien, Kanada och Balkan samt forskade speciellt mesolitisk teknologi. Han hade ett omfattande publikationsverksamhet som rörde sig om vetenskapliga rön, etnologiska essäer och reseskildringar. Bland annat har barnberättelserna om ”Fallesmannin Arvo och jag” fängslat allmänheten.
Ända fram till mitten av 1950-talet uppfattades nätfyndet från Sankt Andree, slädmeden från Heinola och isbillen eller -hackan från Kyrkslätt som de äldsta lämningarna norr om Finska viken. De daterades till övergången mellan preboreal och boreal tid.  
Han ligger begraven vid Loppis gamla kyrka.
År 2012 bildades Sakari Pälsin seura ("Sakari Pälsi-sällskapet") för att slå vakt om ("vaalia") Pälsis arbete som arkeolog, författare, etnolog, upptäcktsresande, fotograf och dokumentärfilmare.